# Gemeinsame Normdatei
Gemeinsame Normdatei, även känd som: Integrated Authority File eller GND, är en databas över organisationer och personer för att underlätta kategorisering av dokument på bibliotek. GND drivs av Deutsche Nationalbibliothek i samarbete med andra tysktalande bibliotek i Europa. Databasen är publicerad med en Creative Commons Zero-licens (CC0).

## Typer av högnivåidentifierare i GND
Det finns 7 identifierare på högsta nivån:
| Typ | Tyska (officiellt)            | Svenska (översatt)           |
| --- | ----------------------------- | ---------------------------- |
| p   | Person (individualisiert)     | person (individualiserad)    |
| n   | Name (nicht individualisiert) | namn (icke individualiserad) |
| k   | Körperschaft                  | Företag                      |
| v   | Veranstaltung                 | Händelse                     |
| w   | Werk                          | Verk                         |
| s   | Sachbegriff                   | ämnesord                     |
| g   | Geografikum                   | geografisk plats namn        |